# Ron Wyatt
Ronald Eldon Wyatt (2 de junho de 1933 — Memphis, 4 de agosto de 1999) foi um pesquisador e ex-enfermeiro anestesista conhecido por defender o sítio de Durupenar como o sítio da Arca de Noé, juntamente com quase 100 outras descobertas relacionadas com a Bíblia, e o seu trabalho continua a ter muitos seguidores.

## Biografia
Wyatt trabalhava como enfermeiro-anestesista em um hospital de Madison, Tennessee, quando, em 1960, aos 27 anos de idade, ele viu uma foto na Life Magazine do sítio arqueológico de Durupinar, uma forma semelhante a um barco em uma montanha perto do Monte Ararate. A subsequente especulação generalizada no meio evangélico de que isso poderia ser a Arca de Noé deu início à carreira de Wyatt como um arqueólogo amador. De 1977 até sua morte em 1999, ele fez mais de cem viagens para o Oriente Médio, seus interesses se ampliando para abranger uma ampla variedade de referências do Antigo Testamento e Novo Testamento.

## Descobertas arqueológicas
Na época de sua morte em 1999, Wyatt afirmou ter descoberto vários sítios e artefatos relacionados com a Bíblia e a arqueologia bíblica, incluindo:
- Arca de Noé (Durupinar), localizada a aproximadamente a 29 km ao sul do Monte Ararate.
- Âncoras de pedra utilizadas por Noé na Arca.
- A casa pós-dilúvio, lápides e túmulos de Noé e sua esposa.
- A localização de Sodoma e Gomorra e as outras cidades da planície: Zoar, Zeboim e Admah.
- Pedras de enxofre entre as cinzas de Sodoma e Gomorra.
- A área do complexo da pirâmide de Djoser que se acredita ser os restos de depósitos de distribuição de grãos de José, utilizados durante a fome de sete anos.
- A Torre de Babel, no sul da Turquia.
- Como os egípcios podem ter construído as pirâmides.
- O local em que os israelitas teriam cruzado do Mar Vermelho (localizado no Golfo de Aqaba).
- Rodas dos carros e outras relíquias do exército de Faraó no fundo do Mar Vermelho.
- O sítio do Monte Sinai bíblico na Arábia Saudita.
- Uma câmara no final de um labirinto de túneis sob Jerusalém contendo artefatos de Templo de Salomão (incluindo a Arca da Aliança).
- O local da crucificação de Jesus.
- O sangue de Cristo derramado abaixo do local da crucificação, que de acordo com Wyatt, continha um DNA com 24 cromossomos, ao invés de 46.[1]
- Potes funerários ao longo da costa de Ashkelon.

## Recepção
Embora possuísse licença da IAA (Autoridade de Antiguidade de Israel) para escavar na Tumba do Jardim em Jerusalém, as descobertas de Ron Wyatt não obteve credibilidade entre os arqueólogos profissionais e estudiosos bíblicos. A Associação da Tumba do Jardim de Jerusalém, em uma carta que emitem para os visitantes, afirmou:
| “ | O Concilio da Associação da Tumba do Jardim (Londres) nega enfaticamente as afirmações do senhor Wyatt a respeito de ter descoberto a Arca do Pacto original ou qualquer outro artefato bíblico dentro dos limites da área conhecida como "a tumba do jardim", em Jerusalém. Ainda que em numerosas ocasiões se tenha permitido ao senhor Wyatt escavar dentro deste jardim privado (a última das quais foi no verão de 1991), o pessoal da Associação observou seus progressos e entrou em seu poço de escavação. Até onde temos conhecimento, nunca foi descoberto nada que permitia apoiar suas afirmações, nem vimos nenhuma evidência de artefatos bíblicos ou tesouros do templo. | ” |

Esta carta da Associação da Tumba do Jardim pode ser até compreensível, pois Ron Wyatt não trouxe a público a  Arca da Aliança, nem mesmo mostrou à eles, pois, segundo ele, Deus o proibiu. A alegação de que a arca da aliança está na Tumba do Jardim não é nova, o próprio general Gordon, que descobriu o verdadeiro Gólgota e a Tumba do Jardim em 1882, já dizia que a arca da aliança estava ali. Porém, esta informação só veio a público em 2012, quando associação da Tumba do Jardim publicou cartas de Gordon até então desconhecidas em um livro intitulado: "General Gordon on Golgotha" (inglês).
A organização oficial de Wyatt, a "Wyatt Archaeological Research" (WAR), afirma que a IAA sempre teve conhecimento das escavações e emitiu "licenças verbais" para a maioria delas, e autorizações oficiais para todas as escavações desde 2002.
Alguns evangélicos têm sido críticos das alegações de Wyatt: Answers in Genesis chamou, sem provas, as alegações de Wyatt de "fraudulentas", e David Merling, um Adventista do Sétimo Dia professor de arqueologia abordou as questões da arca de Noé e das âncoras de pedra de Wyatt da seguinte maneira:
| “ | Embora o sítio de Durupenar tenha aproximadamente o comprimento certo da arca de Noé, [ele é] ... largo demais para ser a arca de Noé. Wyatt alegou que o formato de barco desta formação só pode ser explicado por ele ser a arca de Noé, mas Shea e Morris ofereceram outras explicações plausíveis. Similarmente, Wyatt argumentou que as pedras verticais que ele encontrou são âncoras, enquanto Terian está ciente de pedras semelhantes fora da área do sítio de Durupenar que eram pedras de culto pagão posteriormente convertidas por cristãos para propósitos cristãos. | ” |

## A morte
Wyatt morreu em 4 de agosto de 1999, aos 66 anos, no Hospital Central Batista em Memphis, Tennessee, após lutar contra o câncer. Seu enterro foi em Columbia no Polk Memorial Park Cemetery 's, com honras militares do governo dos EUA, visto que era veterano da guerra da Coreia.
Seu amigo, Richard Rives, escreveu sobre ele em sua página oficial:
| “ | O objetivo principal de Ron na vida era "ajudar alguém a ir para o paraíso." Ao considerar um projeto arqueológico, a consideração principal de Ron era "isso vai ajudar alguém a ir para o paraíso?" Ele sempre dizia: "Se não vai ajudar alguém a ir para o paraíso, eu não quero fazer." | ” |

Após a morte de Wyatt, houve uma divisão entre a organização oficial Wyatt Archaeological Research (WAR) que ele fundou e os ministérios independentes e indivíduos interessados que haviam cooperado anteriormente com a WAR. WAR atualmente afirma ser o único proprietário de todas as fotografias, boletins informativos e outros direitos de propriedade intelectual da Wyatt. Outros indivíduos que haviam conhecido e trabalhado com a Wyatt estabeleceram ministérios e sites independentes com o objetivo de promover as descobertas de Wyatt fora do quadro estabelecido pela WAR.[carece de fontes?]